# Eciton

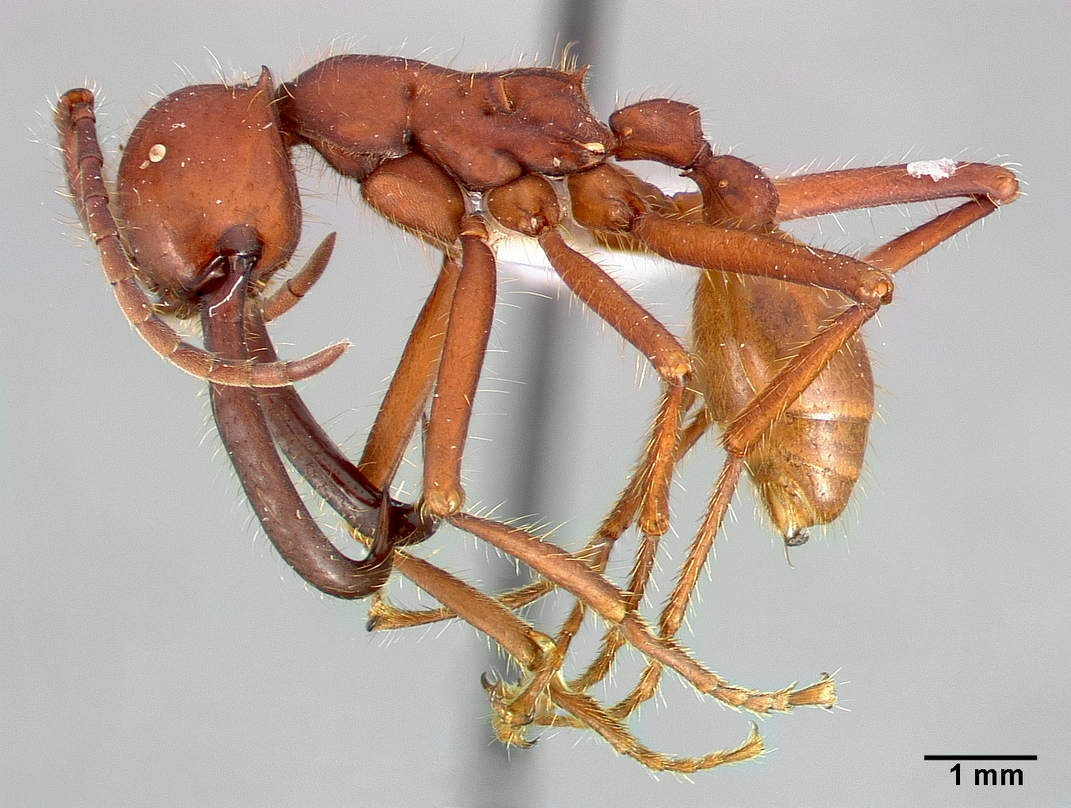
Eciton mexicanum

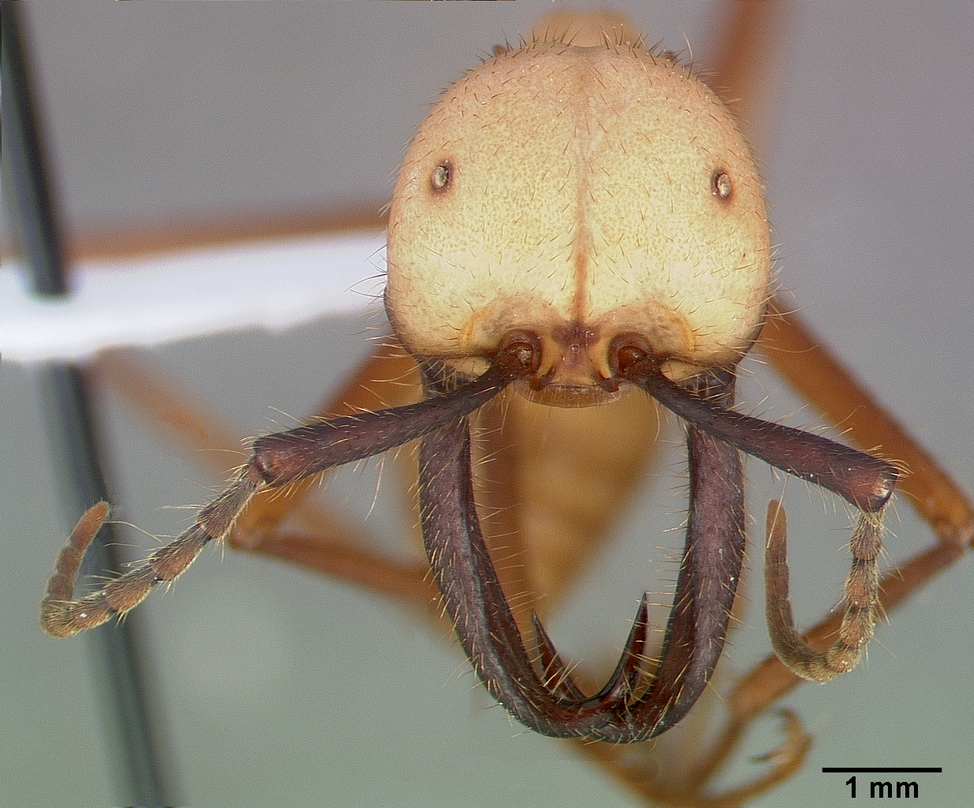
Głowa Eciton burchellii

Eciton – rodzaj mrówek z podrodziny Dorylinae. Należą tu neotropikalne mrówki koczujące (nomadne). Gatunkiem typowym jest E. hamatum. Najlepiej poznanymi gatunkami są Eciton burchellii i Eciton hamatum.

## Morfologia
Robotnice Eciton są polimorficzne. Wyróżnia się wśród nich cztery podkasty: robotnice minor, opiekujące się potomstwem i królową; robotnice media, odpowiedzialne za zdobywanie pokarmu; robotnice submajor, transportujące pokarm do gniazda i robotnice major (żołnierze), odpowiedzialne za obronę kolonii. Te ostatnie charakteryzują się olbrzymimi, sierpowatymi żuwaczkami. Podkasta submajor jest szczególnie wyraźnie wyodrębniona u gatunku E. burchellii.
U E. burchellii i E. hamatum liczba stadiów larwalnych wynosi pięć.
E. hamatum ma dobrze rozwinięte gruczoły pygidialny i postpygidialny, nie mają natomiast gruczołu analnego. Dobrze rozwinięty jest za to nabłonek gruczołowy na powierzchni VII sternitu. U tego rodzaju występuje również gruczoł Dufoura, którego wydzielina odgrywa rolę w komunikacji między robotnicami. Posiadają gruczoł jadowy i żądło; jad E. burchellii zawiera skatol.

## Biologia
Eciton żyją w dużych koloniach, których liczebność szacowano na 150–700 tysięcy (E. burchellii) i 100–500 tysięcy (E. hamatum).
Mrówki Eciton charakteryzują się dwufazowym cyklem życiowym, w którym na zmianę występują faza osiadła (stacjonarna) i faza wędrowna (nomadna). W fazie stacjonarnej, trwającej około trzech tygodni, mrówki nie przemieszczają się, a robotnice z własnych ciał tworzą tymczasowe gniazdo, w środku którego chroniona jest królowa i jaja. W tym czasie królowa składa olbrzymie ilości jaj. Królowa E. burchellii może żyć sześć lat, w tym czasie ze złożonych przez nią jaj wylęga się około trzech milionów robotnic. Robotnice odbywają tzw. rajdy, penetrując okolicę i zabijając zwierzęta które nie są w stanie przed nimi uciec. U większości gatunków Eciton zdobyczą są wyłącznie inne owady społeczne, przede wszystkim mrówki. U E. burchellii, wyjątkowo, około 50% pokarmu stanowią mrówki, a na resztę składają się duże stawonogi i małe kręgowce.
W fazie nomadnej, trwającej około dwóch tygodni, mrówki przemieszczają się w poszukiwaniu nowych żerowisk.
Wiele organizmów wykształciło złożone zależności z koloniami Eciton. Muchówki z rodzaju Stylogaster (Conopidae) i z rodziny Tachinidae składają jaja do ciał uciekających przed mrówkami owadów. Larwy rozwijają się w nich jako parazytoidy; jest to stosunkowo ryzykowna strategia ewolucyjna, ponieważ część tych owadów ostatecznie zostanie jednak złapana i pożarta przez mrówki. Myrmekofilne chrząszcze kusakowate i gnilikowate (m.in. Euxenister) przemieszczają się razem z kolonią. Marszom mrówek towarzyszą liczne ptaki, polujące na uciekające przed mrówkami owady. Pewne gatunki motyli Ithomiini odżywiają się odchodami tych ptaków.
Wyspecjalizowane roztocze Circocylliba crinita spotykane są wyłącznie na wewnętrznej powierzchni żuwaczek E. dulcium. Nicienie Agamomermis ecitoni są pasożytami wewnętrznymi robotnic Eciton burchellii.

## Historia badań
Rodzaj Eciton opisał jako pierwszy Pierre-André Latreille w 1804. Cykl życiowy tych mrówek poznano dzięki pracom Theodore′a Christiana Schneirli.

## Gatunki
- Eciton burchellii(inne języki) Westwood, 1842
- Eciton drepanophorum(inne języki) (F. Smith, 1858)
- Eciton dulcium(inne języki) Forel, 1912
- Eciton hamatum Fabricius, 1782
- Eciton jansoni Forel, 1912
- Eciton lucanoides Emery, 1894
- Eciton mexicanum Roger, 1863

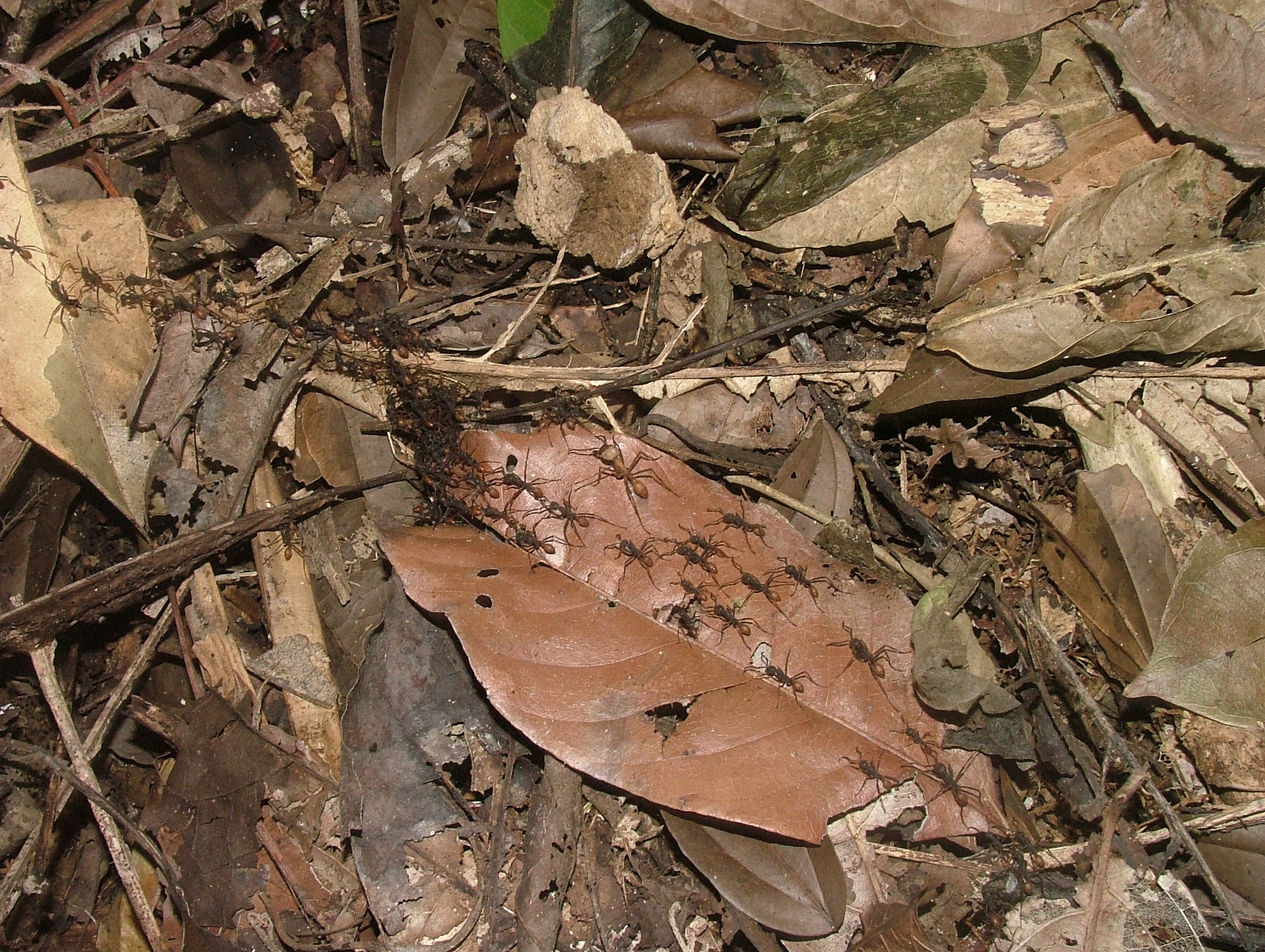
Furażujące mrówki E. burchellii

- Eciton quadriglume (Haliday, 1836)
- Eciton rapax F. Smith, 1855
- Eciton setigaster Borgmeier, 1953
- Eciton uncinatum Borgmeier, 1953
- Eciton vagans Olivier, 1792